# Конісевич Віктор Леонідович
Конісевич Віктор Леонідович (рос. Конисевич Виктор Леонидович; народ. 28 січня 1963, Київ, Українська РСР) — актор, режисер, артдиректор. Здобув популярність як актор і кліпмейкер російського шоу-бізнесу.

## Стислий життєпис
Народився в січні 1963 року в Києві. У 1980 вступає на акторський факультет Київського інституту театрального мистецтва ім. Карпенка-Карого. У 1987 приходить працювати актором у Київський експериментальний театр. З 1990 по 1993 рік — автор і режисер телепередач для телекомпанії «Мегапол» (Київ). У 1993 році переїжджає до Москви, де починає роботу артдиректором рекламного агентства «Метапресс». У 1994 дебютував як режисер-кліпмейкер у компанії «Райс-мьюзік». У 1996 році став співавтором проекту і арт-діректором радіостанції «Станція 106,8 FM». З 2002 року — режисер програмі «Розиграш» на Першому каналі. З 2004 р. — режисер-постановник.

## Ролі в кіно
- 1981 в кіно — Ярослав Мудрий
- 1983 в кіно — Вир
- 2009 в кіно — Меч[ru] (в 22-й серії) — Дмитрій

та в інших фільмах…

## Режисер у кіно
- 2007 в кіно — День гніву
- 2009 в кіно — Меч[ru] (в співавт.)
- 2010 в кіно — Тріск[1]

та інші…

## Відеокліпи
- Рок-гурт «Агата Крісті»: «Казкова тайга» 1994, «Два корабля»[2] 1996, «Килим-вертоліт»[3] 1998, «Куля» 2001 та для багатьох інших груп…